# West Baton Rouge megye
West Baton Rouge megye az Amerikai Egyesült Államokban, azon belül Louisiana államban található. Megyeszékhelye és legnagyobb városa Port Allen. Lakosainak száma 27 199 fő (2020. április 1.). West Baton Rouge megye West Feliciana, East Baton Rouge, East Feliciana, Iberville és Pointe Coupee megyékkel határos.

## Népesség
A megye népességének változása:
| Lakosok száma | 23 949 | 24 095 | 24 092 | 24 573 | 25 490 | 27 199 |
|               | 2010   | 2011   | 2012   | 2013   | 2015   | 2020   |